# IC 1424
IC 1424 је појединачна звијезда у сазвјежђу Пегаз која се налази на листи објеката дубоког неба у Индекс каталогу.
Деклинација објекта је + 11° 11' 52" а ректасцензија 22h 3m 9,3s.